# Asbestopluma flabellum
Asbestopluma flabellum är en svampdjursart som beskrevs av Koltun 1970. Asbestopluma flabellum ingår i släktet Asbestopluma och familjen Cladorhizidae. Inga underarter finns listade i Catalogue of Life.